# Vacationer
I Vacationer sono un gruppo musicale statunitense formatosi a Filadelfia, Pennsylvania, nel 2010.
La loro musica, descritta come un misto di elementi di vari generi quali pop psichedelico, dream pop, elettropop, indie pop, emo, hip hop e R&B, è descritta dalla band stessa come "nu-hula".

## Storia del gruppo
Iniziato come un progetto solista di musica elettronica del cantante, chitarrista e bassista Kenny Vasoli (già fondatore dei The Starting Line e dei Person L), l'idea dei Vacationer come gruppo musicale nasce quando Vasoli conosce i due membri del gruppo di musica elettronica di Brooklyn Body Language Matthew Young e Grant Wheeler, che si uniscono alla band in veste di produttori e compositori. Dopo aver registrato i primi brani e aver ottenuto un contratto discografico con la Downtown Records, i tre raccolgono a sé alcuni musicisti e registrano il primo album Gone, pubblicato nel 2012. Di questa formazione entreranno stabilmente a far parte del gruppo nelle esibizioni dal vivo il chitarrista Greg Altman, il batterista Ryan Zimmaro e il tastierista Michael Mullin.

## Formazione dal vivo
- Kenny Vasoli – voce, basso (2010-presente)
- Greg Altman – chitarra, cori (2012-presente)
- Ryan Zimmaro – batteria, percussioni (2012-presente)
- Michael Mullin – tastiera, campionatore, cori (2012-presente)

## Discografia

### Album in studio
- 2003 – Gone
- 2004 – Relief